# 문훈숙
문훈숙(文薰淑, 본명: 박훈숙, 1963년 1월 25일~)은 대한민국의 발레 무용수이자 음악인이다. 유니버설 아트센터의 단장이다. 박보희(전 한국문화재단 이사장)의 딸로서 문선명의 아들 문흥진과 약혼하였으나, 문흥진이 교통사고를 당해 사망하자 영혼결혼식을 치르고 조카 둘을 입양해 기르고 있으며, 미국식 (혼인 성씨)에 따라 남편의 성을 따라 문훈숙으로 활동하고 있다. 2011년 7회 예술부문 경암학술상을 수상했다.
발레리나로서는 최고 수준의 재원으로 키는 고작 162cm에 불과하지만 상반신이 비약적으로 짧아서 팔다리가 긴 편이며 마치 발레리나를 하기 위해서 태어난 사람처럼 발레에 특화된 체형을 갖고 있다.